# 코모도어 레코드
코모도어 레코드(영어: Commodore Records)는 미국의 인디펜던트 음반사로 딕실랜드 재즈와 스윙 음악을 주력으로 하였다. 빌리 홀리데이의 노래 〈Strange Fruit〉을 발매한 곳으로 알려져 있다.

## 역사

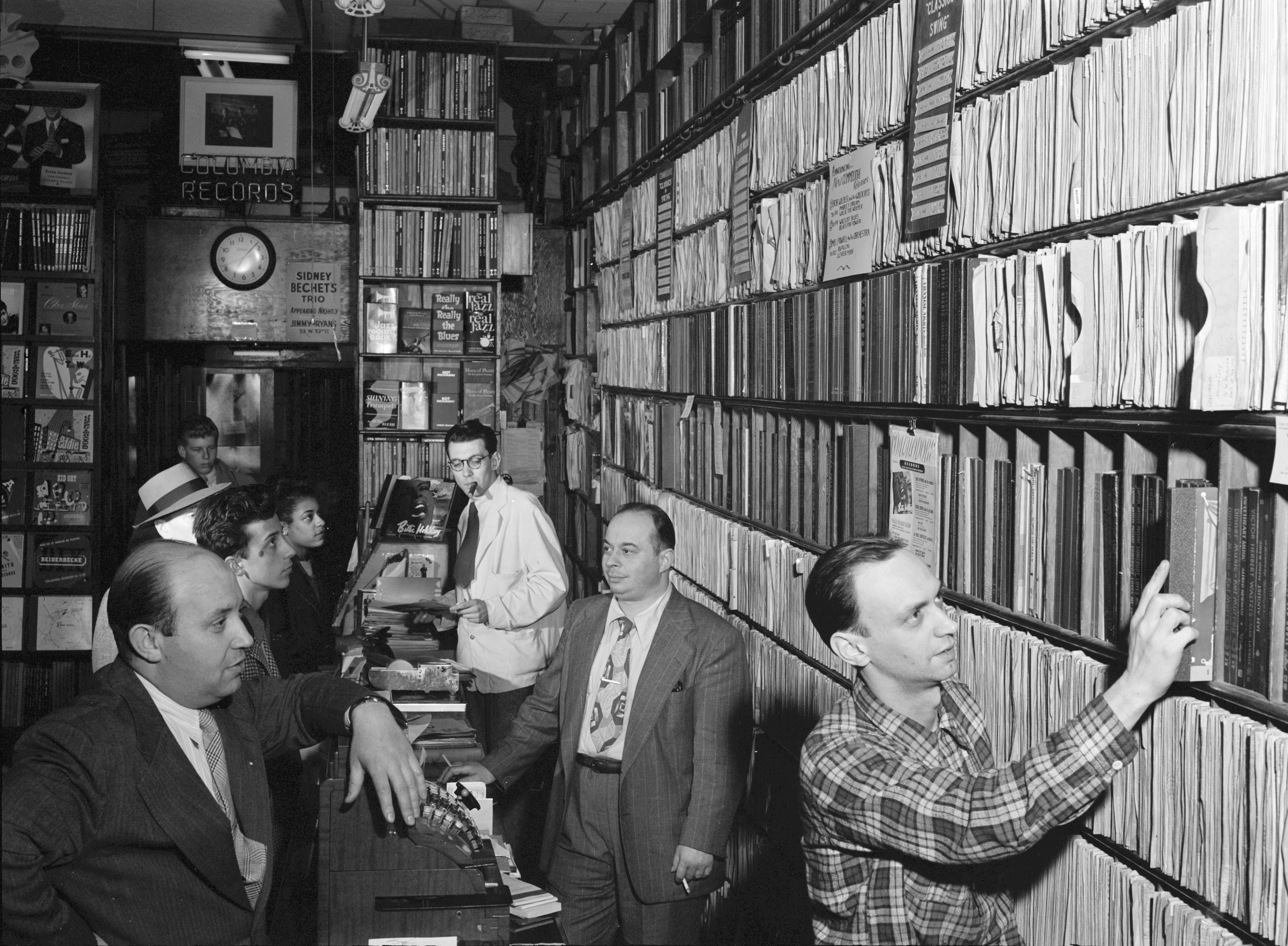
밀트 개블러, 허비 힐, 루 블럼, 잭 크리스탈의 모습. 1947년 촬영

코모도어 레코드는 1938년 봄 할렘 출신의 밀트 개블러가 세웠다. 개블러는 1926년 맨해튼 42번가에서 코모도어 뮤직 샵을 설립했었으며 1938년부터 41년까지는 52번가로 자리를 옮기기도 했었다.
코모도어는 딕실랜드 음악(에디 콘던, 와일드 빌 데이비슨)과 스윙(콜먼 호킨스, 얼 하인즈) 음반을 발매했었다. 코모도어에서 나온 작품 중 가장 유명한 노래는 빌리 홀리데이의 〈Strange Fruit〉으로 1939년 7월 22일자 차트에서 16위를 기록했다. 레이블이 가장 활동적이던 시기는 1939년부터 1946년까지였으며, 버드 프리맨, 바비 하켓, 에드먼드 홀, 핫 립스 페이지, 피 위 러셀, 윌리 "더 라이언" 스미스, 머그시 스페니어, 아트 테이텀, 패츠 월러, 리 와일리 등이 소속되어 있었다.
개블러는 아메리칸 레코드 코퍼레이션(ARC)와의 녹음 및 프레싱을 주선하였고, 그 후에는 리브스 트랜스크립션 서비스와 데카 레코드와 주로 협력했다. 1960년대 초에는 개블러가 코모도어 레코드에서 나온 음반을 모아 발매하였다. 1980년대 후반, 모자이크 레코드에서는 코모도어 레코드에서 나온 전 음반을 박스 세트로 발매했다.
개블러의 조카였던 빌리 크리스털은 삼촌에게 헌정하는 《Billy Crystal Presents: The Milt Gabler Story》를 발매하였다.